# Kliment Jefremowitsch Woroschilow

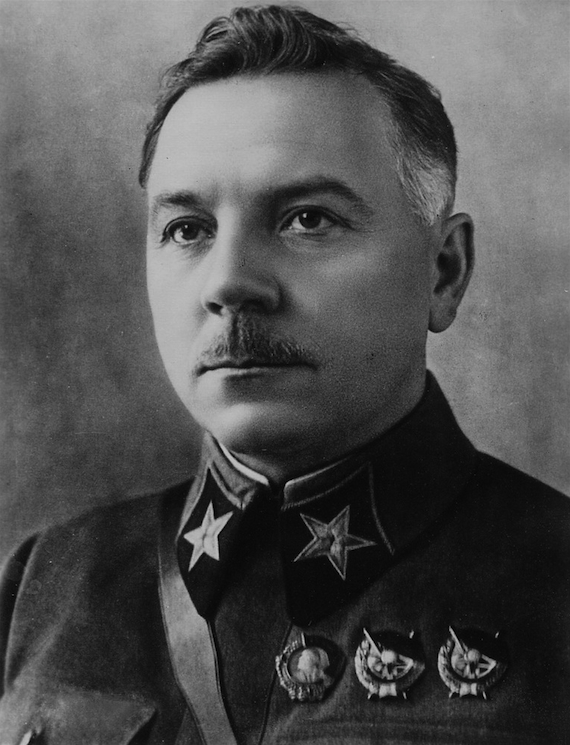
Kliment Woroschilow als Marschall der Sowjetunion, 1937

Kliment Jefremowitsch Woroschilow (russisch Климент Ефремович Ворошилов Ausspracheⓘ, wiss. Transliteration Kliment Efremovič Vorošilov; * 23. Januarjul. / 4. Februar 1881greg. in Werchneje im Ujesd Bachmut, Gouvernement Jekaterinoslaw, Russisches Kaiserreich (heute zu Lyssytschansk, Ukraine); † 2. Dezember 1969 in Moskau) war von 1925 bis 1940 Verteidigungsminister (Volkskommissar) der Sowjetunion. Als Nachfolger Nikolai Schwerniks war der 1935 zum Marschall der Sowjetunion ernannte Woroschilow von 1953 bis 1960 Vorsitzender des Präsidiums des Obersten Sowjets und damit Staatsoberhaupt des Landes.

## Leben
Woroschilow stammte aus einer Eisenbahnerfamilie und arbeitete nach kurzer Schulbildung in unterschiedlichen Handwerksberufen. Ab 1899 engagierte er sich in der Arbeiterbewegung und trat 1913 in die Sozialdemokratische Arbeiterpartei Russlands (РСДРП) ein. Bis zur Oktoberrevolution organisierte er Streiks und illegale Aktivitäten im Donezbecken, Baku und Sankt Petersburg, wobei er mehrfach inhaftiert und verbannt wurde. Nach der Februarrevolution 1917 wurde er in den Petrograder Arbeiter- und Soldatenrat gewählt und gründete die Zeitung Donezki Proletari.
Während des folgenden Bürgerkrieges beteiligte er sich an der Bildung der Roten Armee und spielte eine wichtige Rolle beim Kampf um Zarizyn (ab 1925: Stalingrad, seit 1961: Wolgograd), wobei er eng mit Stalin zusammenarbeitete und unter anderem die Massenerschießungen von Offizieren der zaristischen Armee organisierte.
Von 1926 bis 1957 war er Vollmitglied im Politbüro der Kommunistischen Partei der Sowjetunion (KPdSU) und damit im Zentrum der politischen Macht.

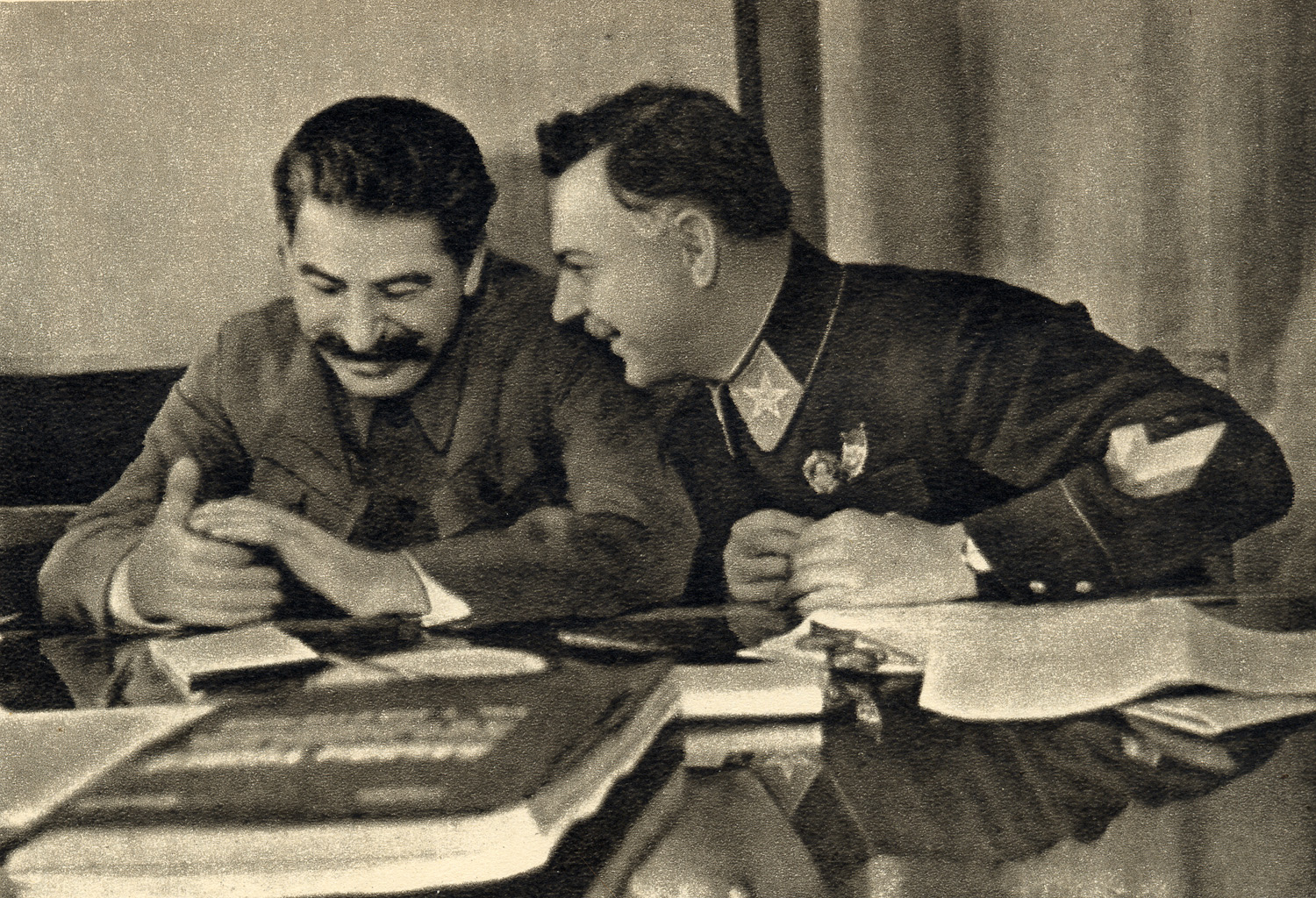
Stalin und Woroschilow, Dezember 1935

In den 1920er und 1930er Jahren setzte sich Woroschilows militärischer Aufstieg auf verschiedenen Positionen der Roten Armee fort. Am 7. November 1925 wurde er Volkskommissar (Minister) für Armee und Marine (im Juni 1934 umbenannt in Volkskommissar für Verteidigung) sowie Vorsitzender des Revolutionären Kriegsrates. Am 20. November 1935 erfolgte die Ernennung zum Marschall der Sowjetunion. In der Zeit der politischen Säuberungen Ende der 1930er war Woroschilow als enger Vertrauter Stalins in sicherer Position und im März 1940 einer der vier Unterzeichner des von Lawrenti Beria vorgeschlagenen Exekutionsbefehls für polnische Kriegsgefangene, der zum Massaker von Katyn führte.
Nach den katastrophalen Verlusten der Roten Armee im sowjetischen Winterkrieg gegen Finnland wurde Woroschilow am 8. Mai 1940 im Amt des Volkskommissars für Verteidigung durch Marschall Timoschenko ersetzt. Er blieb bis 1953 einer der stellvertretenden Vorsitzenden des Rates der Volkskommissare (ab 1946: Ministerrat der UdSSR). Zu Beginn des Großen Vaterländischen Krieges im Juni 1941 war er verantwortlich für den nordwestlichen Teil der Landesverteidigung. Es gelang ihm als Befehlshaber der Leningrader Front nicht, die am 8. September 1941 beginnende Leningrader Blockade durch Truppen der Wehrmacht zu verhindern. Woroschilow behielt das Vertrauen Stalins und hatte von 1945 bis 1947 den Vorsitz der sowjetischen Kontrollkommission in Ungarn inne.
Nach Stalins Tod im März 1953 war Woroschilow bis 1960 Vorsitzender des Obersten Sowjets und damit Staatsoberhaupt der UdSSR. 1956 erhielt er – zu Ehren seines 75. Geburtstages – erstmals die Auszeichnung „Held der Sowjetunion“. Zusammen mit Malenkow und Chruschtschow war er in die Aktivitäten gegen Geheimdienstchef Lawrenti Beria involviert, die mit dessen Todesurteil und Hinrichtung im Dezember 1953 endeten. An Chruschtschows Initiative zur Verurteilung des Personenkultes um Stalin beteiligte er sich hingegen als Mitverantwortlicher für die Repressionen der 1930er Jahre nicht. Malenkows gescheiterten Versuch, Chruschtschow 1957 als Ersten Sekretär der KPdSU abzusetzen, unterstützte er zunächst, um aber letztlich wieder auf Chruschtschows Seite zu wechseln.
1960 trat Woroschilow in den Ruhestand und wurde auf seinem Posten als Vorsitzender des Präsidium des Obersten Sowjets von Leonid Breschnew abgelöst. Als „lebende Legende der sowjetischen Geschichte“ wurde er jedoch von 1966 bis 1969 erneut ins Zentralkomitee berufen. Zum 50. Jubiläum der Roten Armee im Jahr 1968 wurde er zum zweiten Mal als Held der Sowjetunion ausgezeichnet.
In seinem 89. Lebensjahr starb Woroschilow in Moskau und wurde an der Kremlmauer am Roten Platz beigesetzt, wo man ein Denkmal für ihn auf seinem Grab aufstellte. Ebenso erinnert eine Tafel an seinem ehemaligen Wohnhaus in der Granowski-Straße (улица Грановского), seit 1992 Romanow pereulok (Романов переулок), an ihn. In der Türkei, deren Unabhängigkeitskrieg durch sowjetische Militärhilfe unterstützt wurde, ist Woroschilow in der Personengruppe des Denkmals der Republik am Istanbuler Taksim-Platz abgebildet. 

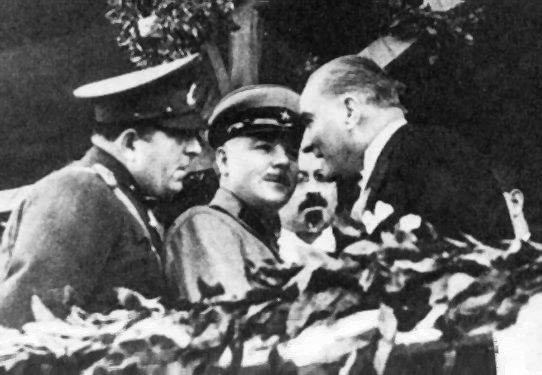
Woroschilow mit dem türkischen Staatsgründer Mustafa Kemal bei den Feierlichkeiten zum zehnten Jahrestag der türkischen Republik (Oktober 1933)

## Namensgebungen
Mit der KW-Serie war eine Reihe sowjetischer schwerer Panzer, die im Zweiten Weltkrieg eingesetzt wurden, nach Woroschilow benannt, ebenso der schwere Artillerieschlepper Woroschilowez. Drei Städte trugen seinen Namen: Woroschilowgrad in der Ukraine (von 1935 bis 1958 und von 1970 bis 1990, heute wieder Luhansk), Woroschilowsk in der RSFSR (von 1935 bis 1943, heute wieder Stawropol) und Woroschilow im russischen Fernen Osten (von 1935 bis 1957, heute Ussurijsk), sowie einige Dörfer und Kolchosen. Nach Woroschilow wurde auch eine Auszeichnung benannt, die in der Roten Armee zwischen 1932 und 1939 den besten Schützen verliehen wurde (Ворошиловский стрелок = Woroschilow-Schütze). Die Militärakademie des Generalstabes der UdSSR trug ebenfalls seinen Namen. In der DDR trugen das Ferienlager „Klim Woroschilow“ bei Templin und bis 1989/90 die „Kliment-Jefremowitsch-Woroschilow-Oberschule“ in der Leipziger Scharnhorststraße seinen Namen. Anlässlich seines Besuches wurde Woroschilow 1933 zum Ehrenbürger der türkischen Stadt Izmir ernannt; dort trug bis 1951 auch ein Boulevard seinen Namen (heute „Plevne Bulvarı“). Bereits 1928 und 1929 nannten sich zwei Berliner Pionierlager bei Templin nach Woroschilow.